# Pitulice cu târtiță galbenă
Pitulicea cu târtiță galbenă (Phylloscopus proregulus), numită și pitulicea lui Pallas, pitulice sprâncenată, este o pasăre mică, insectivoră, migratoare din familia filoscopide care cuibărește în pădurile de conifere din taiga sau în păduri mixte cu un procent ridicat de conifere din sudul Siberiei, nordul Mongoliei, nord-estul Chinei, Sahalin și nordul Coreei. Iernează în sud-estul Chinei, nordul Tailandei și nordul Indochinei. Hoinărește regulat spre vest până în Europa toamna (în principal în octombrie - noiembrie), rareori primăvara. Apariții accidentale au fost înregistrate și în România în octombrie - noiembrie pe Grindul Chituc, la Sfântu Gheorghe, Enisala și în București. Este o pasăre de talie mică, are o lungime de 9-10 cm și o greutate de 4,5-7,5 g. Sexele sunt asemănătoare și nu se pot diferenția după penaj. Se asemănă cu aușelul cu cap galben. În penajul proaspăt are fruntea galben-aurie și sprânceana lungă, lată, galben-aurie în fața ochiului, mai deschisă în spatele lui. Are o dunga mediană pe mijlocul creștetului de culoare galbenă sau alb-gălbuie, mărginită pe ambele părți de 2 dungi laterale măsliniu-închise. Lorul (lorum) și dunga de peste ochi sunt măsliniu-închise. Obrajii de culoare galben-aurie, regiunile auriculare galben-deschise, ambele pătate măsliniu. Părțile superioare sunt verzi-măslinii. Târtița galben-lămâi sau alb-gălbuie. Părțile inferioare aproape albe, cu o nuanță galbenă pe gâtlej, flancuri, tectricele subcodale, mai slabă pe piept. Rectricele cozii brun-închise, cu marginile și vârfurile verzi-măslinii. Remigele aripilor, alula și tectricele primare brune, cu margini verzi-măslinii, dar remigele primare mediale sunt tivite îngust pe vârfuri cu alb. Remigele terțiare au marginile laterale și vârfurile galben-deschise sau albicioase. Tectricele supraalare mijlocii și mari brune, ambele cu vârfurile galbene sau galben-albicioase, formând o dungă transversală lată pe supraalare mari și o dungă transversală mai îngustă și mai puțin vădită pe supraalarele mijlocii. Tectricele subalare și axilare galben-deschise. Ciocul brun-negricios. Picioarele și labele brun-verzui sau brun-cenușii. Irisul brun-închis. Cântecul constă din diferite fluierături și triluri clare, puternice  și poate continua fără pauză timp de câteva minute, el este foarte diferit de cântecele altor specii apropiate de pitulici, dar asemănător cu cântecul canarului ("canarul de taiga"). Este o pasăre foarte activă, se mișcă rapid, schimbându-și constant locul, bătând din aripi și planând pe loc printre tufișuri sau în coronamentul arborilor, uneori cățărându-se și atârnând cu capul în jos, asemenea pițigoilor. Se hrănește cu insecte adulte, ouăle, larvele și pupele lor, în special cu muște, afide și fluturi mici, dar și cu păianjeni. Își caută hrana singur, în afara sezonului de cuibărit, adesea în stoluri mixte cu alte specii. Sezonul de reproducere are loc în iunie-iulie. Depune o singură pontă într-un an, în partea de sud a arealului posibil două. Cuibul este construit de femelă, el are o formă alungită vertical sau rotunjită, cu intrare laterală, și este făcut din rămurele uscate, fâșii de coajă, alte fibre vegetale, mușchi, frunze și lichen, și este căptușit în interior cu iarbă fină, coajă de mesteacăn, pene și păr de animale. Cuibul este amplasat până la cel puțin 10 m deasupra pământului în arbori de conifere, uneori mai jos până la 0,5 m deasupra pământului într-un tufiș. Ponta constă din 4-6 ouă. Incubația este asigurată numai de către femelă și durează 12-13 zile. Puii sunt hrăniți de ambii părinți, mai ales de femelă, ei părăsesc cuibul la 12-14 zile de la eclozare și sunt hrăniți în continuare de ambii părinți până la o săptămână după ce au părăsit cuibul.

## Denumirea
Denumirea latină Phylloscopus a genului, provine din cuvintele latine phyllo (din greacă phullon) = frunză + scopus (din greacă skopos) = cercetător, observator, examinator, căutător, deoarece acest gen include specii care își petrec o mare parte din timpul lor hrănindu-se în arbori "examinând frunzele". Denumirea latină a speciei proregulus provine din cuvântul grec pro = asemănător + cuvântul latin regulus = regal, în cazul de față denumirea latină a aușelului cu cap galben (Regulus regulus) și indică faptul că pitulicea cu târtiță galbenă este asemănătoare cu aușelul cu cap galben.
Denumirea română de "pitulice cu târtiță galbenă" arată că ea are ca semn distinctiv târtiță galbenă, cea de "pitulicea lui Pallas" că a fost descrisă întâia oară de naturalistul german Peter Simon Pallas, iar cea de "pitulice sprâncenată" arată că are o sprânceană galbenă distinctivă.

## Taxonomie
Pitulicea cu târtiță galbenă a fost descrisă pentru prima dată în 1811 de naturalist german Peter Simon Pallas lângă râul Ingoda, sudul Transbaikaliei, Rusia sub denumirea de Motacilla proregulus.
Pitulicea cu târtiță galbenă este o specie monotipică (nedivizată în subspecii). Pitulicea cu târtiță galbenă a fost considerată mai înainte ca o specie politipică (cu mai multe subspecii), dar a fost recent împărțită în câteva specii (în afară continentului european) în conformitate cu diferențele vocale, morfologice și genetice (analiza ADN). Aceste specii noi sunt:
- Pitulicea cu târtiță galbenă (Phylloscopus proregulus);
- Pitulicea de Gansu (Phylloscopus kansuensis), cuibărește în centrul Chinei;
- Pitulicea chinezească (Phylloscopus yunnanensis), cuibărește în centrul ș nord-estul Chinei;
- Pitulicea cu târtița galbenă himalaiană (Phylloscopus chloronotus, cu 2 subspecii: Phylloscopus chloronotus simlaensis și Phylloscopus chloronotus chloronotus), cuibărește în Himalaia;
- Pitulicea de Sichuan (Phylloscopus forresti), cuibărește în sud-vestul și sud-centrul Chinei.

Din aceste 5 specii apare accidental în Europa numai pitulicea cu târtiță galbenă.

## Răspândirea geografică

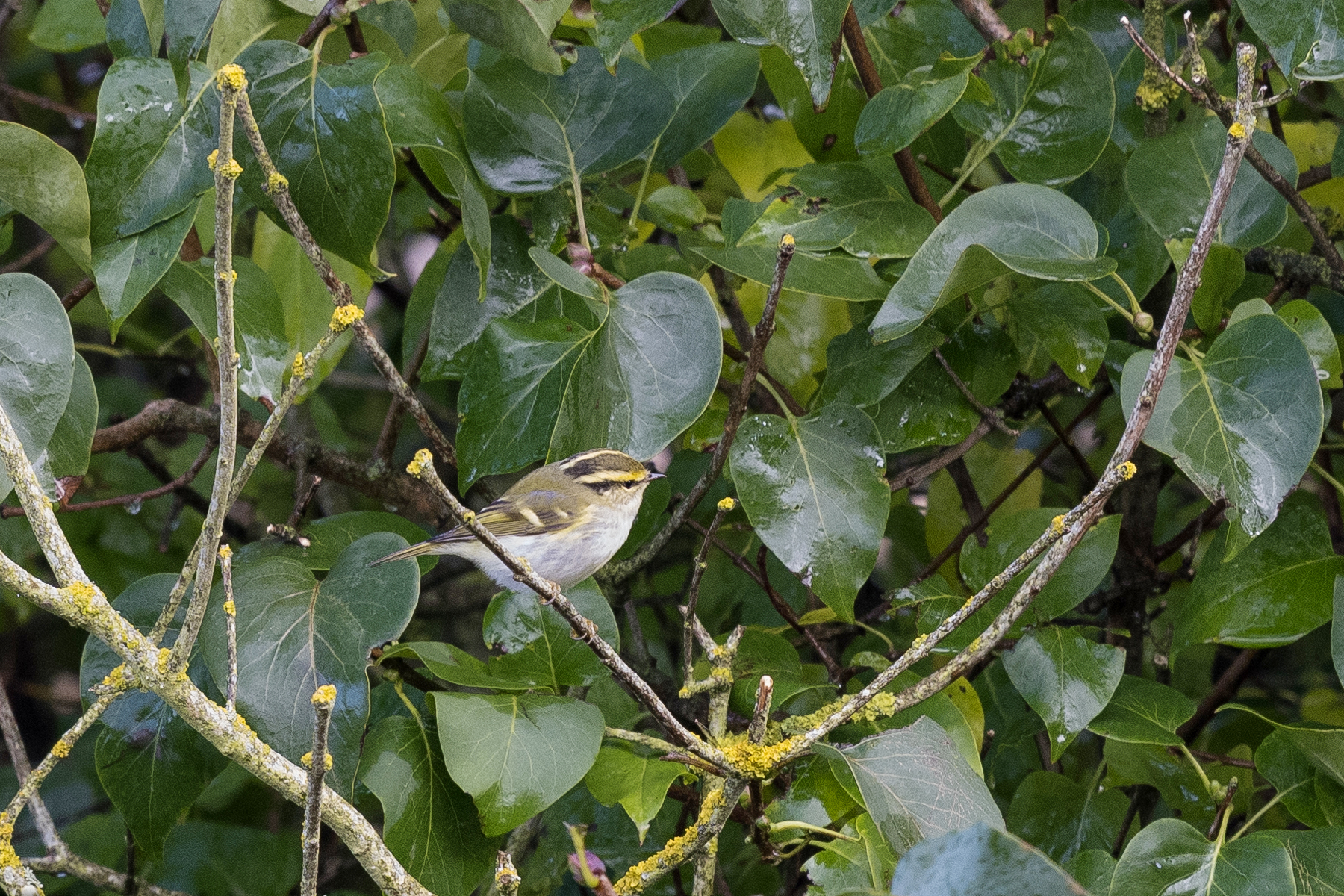
O pitulice cu târtiță galbenă fotografiată în Öland, Suedia

Pitulicea cu târtiță galbenă cuibărește în sud-centrul și sud-estul Siberiei, de la Obi și munții Altai, spre nord până la râul Angara, spre est în Transbaikalia, sudul Iakutiei, până în nordul Mării Ohotsk, Priamurie, Ussuriisk, spre sud până în nordul Mongoliei, nord-estul Chinei (în provincia Heilongjiang, estul și nordul provinciei Jilin și nordul Mongoliei Interioare), Sahalin și nordul Coreei.
Iernează în sud-estul Chinei, nordul Tailandei și nordul Indochinei (nordul Laosului și nordul Vietnamului).
Vizitează regulat Europa în fiecare toamnă (în principal în octombrie - noiembrie), rareori primăvara, adesea în număr mare. Apariții accidentale au fost înregistrate în Austria, Belgia, Bulgaria, Cehia, Danemarca, Elveția, Estonia, Insulele Feroe, Finlanda, Franța, Georgia, Germania, Grecia, Irlanda, Italia, Letonia, Luxemburg, Malta, Marea Britanie, Olanda, Norvegia, Polonia, Portugalia, România, Rusia (partea europeană), Serbia, Spania, Suedia, Ucraina, Ungaria.
Frecvența cu care acești "Sibe" (așa cum acești vizitatori din Siberia sunt adesea porecliți) apar în Europa, în special la sfârșitul lui septembrie și în octombrie, probabil indică faptul că ei au stabilit acum o strategie alternativă de iernare în bătrânul continent european.

### Prezența în România
În România apare accidental. Din 1996 până în 2018 a fost observată de 14 ori în octombrie - noiembrie pe Grindul Chituc, la Sfântu Gheorghe, Enisala și în București.
| Data observației | Nr. exemplare      | Localitatea                     | Observatori |
| ---------------- | ------------------ | ------------------------------- | --- |
| 23.11.2018       | 1                  | București                       | Mihai Cristian, Vlad Cioflec |
| 04.11.2018       | 1                  | Agigea (jud. Constanța)         | Costin Ion, Vlad Amarghioalei, Beatrice Filote, Ana Jurjescu, Cătălina Tirziman, Emanuela Pădurariu, Baltag Emanuel Ștefan, Vitalie Ajder, Pál Lajos, Cornel Cotorogea, Szabó József, Ciprian Fântână, Sebi Bugariu |
| 17.10.2018       | 1                  | Enisala (jud. Tulcea)           | Evry James |
| 26.10.2016       | 1                  | Grindul Chituc (jud. Constanța) | Kovács István, Szentes Lajos, Farkas Zsófia, Marton Attila, Bogdan Ciortan, Alexandre Baduel, Câmpan Kinga |
| 05.11.2015       | 1                  | Grindul Chituc (jud. Constanța) | Pál Lajos |
| 30.10.2015       | 1 juvenil (femelă) | Grindul Chituc (jud. Constanța) | Ölvedi Szilárd-Zsolt, Zeitz Róbert, Péter Zsolt |
| 29.10.2015       | 1 juvenil (femelă) | Grindul Chituc (jud. Constanța) | Zeitz Róbert, Péter Zsolt, Ölvedi Szilárd, Dósa Attila, Tudor Blaj |
| 28.10.2015       | 1 juvenil (femelă) | Grindul Chituc (jud. Constanța) | Zeitz Róbert, Péter Zsolt, Ölvedi Szilárd, Dósa Attila, Tudor Blaj |
| 07.10.2015       | 1 juvenil          | Grindul Chituc (jud. Constanța) | Bakk Csaba, Tölgyesi Csaba, Kelemen A. Márton |
| 27.10.2007       | 1 juvenil          | Sfântu Gheorghe (jud. Tulcea)   | B. Droz, Franck Théron și alții |
| 31.10.2004       | 1                  | Chituc (jud. Tulcea Constanța)  | Baczó Zoltán |
| 16.10.1997       | 1 juvenil          | Grindul Chituc (jud. Constanța) | Participanții taberei de inelare Chituc |
| 12.10.1997       | 1 juvenil          | Grindul Chituc (jud. Constanța) | Sándor K. Attila |
| 09.10.1996       | 1 femelă           | Grindul Chituc (jud. Constanța) | Participanții taberei de inelare Chituc |

## Descrierea

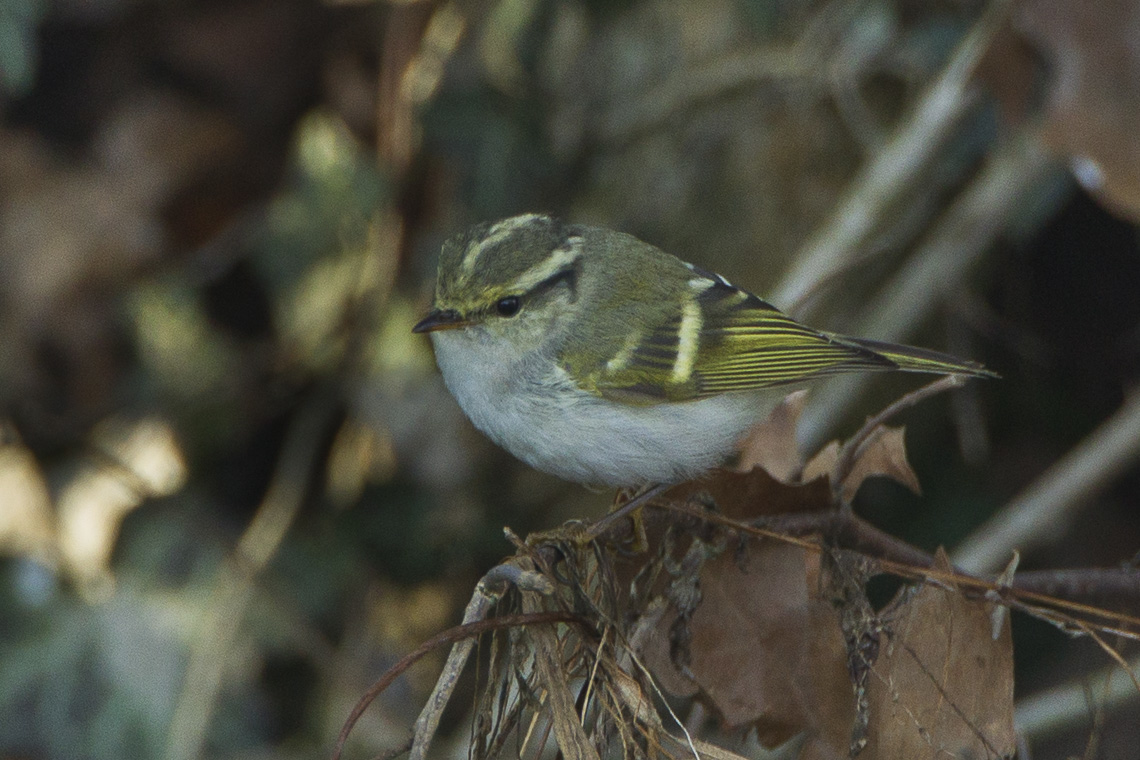
O pitulice cu târtiță galbenă inelată în Italia

Este o pitulice foarte mică (de mărime unui aușel cu cap galben), extrem de activă, cu penajul viu colorat, puțin mai mică decât pitulicea cu sprânceană galbenă (Phylloscopus inornatus), cu o înfățișare asemănătoare cu pitulicea cu fața cenușie (Phylloscopus maculipennis) sau pitulicea chinezească (Phylloscopus yunnanensis).  Are o lungime de 9-10 cm și o greutate de 4,5-7,5 g. Corpul este destul de îndesat și rotunjit, aripile foarte scurte, rotunjite și coada scurtă, pătrată, ușor bifurcată și adesea pare că are capul mare și ciocul scurt. Sexele sunt asemănătoare și nu se pot diferenția după penaj, femela în medie este mai mică decât masculul.
Adultul în penajul nupțial proaspăt are coloritul capului deosebit. Fruntea este galben-aurie. Sprânceana este vădită, bine conturată, foarte lungă și lată, ea se întinde de la fruntea galben-aurie până la latura cefei. Sprânceana este galben-aurie (galben-crom) în partea anterioară, mai deschisă, galbenă sau albicioasă, în cea posterioară. Lorul (lorum) și dunga de peste ochi măsliniu-închise sau cenușiu-brunii (cenușiu-verzui închise); dunga de peste ochi este uneori îndoită în jos la capătul său posterior. Inelul orbital galben-auriu deasupra ochiului, mai mult alb-gălbui dedesubt. Obrajii de culoare galben-aurie se cufundă cu regiunile auriculare galben-deschise (sau ocru-deschise), ambele pătate măsliniu. În mijlocul creștetului are o dungă mediană galbenă îngustă bine conturată, la fel de clară pe tot parcursul său, ea are o culoare vie galben-ocru anterior, mai deschisă, gălbuie sau alb-gălbuie, albicioasă posterior. Dunga mediană de pe creștet este mărginită pe ambele părți de 2 dungi laterale măsliniu-închise sau cenușiu-bruniu-verzui (mai verzui anterior decât posterior), ceva mai întunecate decât mantaua.

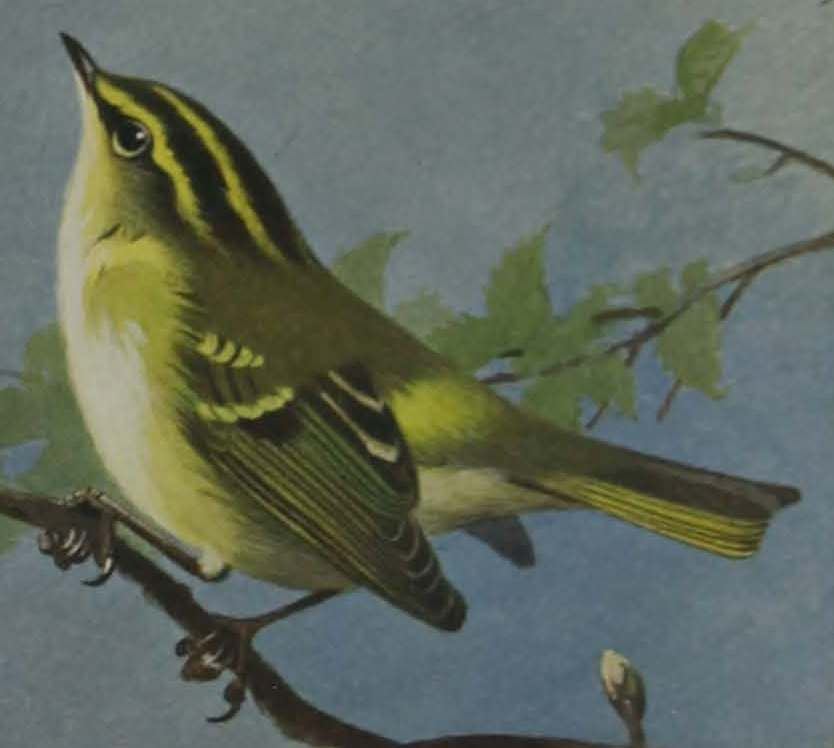
Pitulicea cu târtiță galbenă după Archibald Thorburn (1915)

Partea superioară a mantalei și partea posterioară a gâtului sunt verzi-măslinii strălucitoare ca și partea inferioară a mantalei, remigele scapulare și spatele. Uneori partea posterioară a gâtului și partea superioară a mantalei sunt verzi-cenușii. Târtița are o pată distinctivă clar conturată. destul de lată, de culoare galben-lămâi sau galben-deschisă, mai rar alb-gălbuie sau albă. Această pată galbenă de pe târtiță este adesea ascunsă dacă pasărea este văzută lateral (dintr-o parte), dar ușor vizibilă dacă pasărea planează sau își ia zborul. Părțile inferioare sunt aproape albe sau albicioase, la unele cu o nuanță galbenă slabă pe gâtlej, flancuri, tectricele subcodale, mai slabă pe piept și rar pe abdomen. Altele au o nuanță cenușie pe gâtlej, piept și laturile lui și striații galbene pe abdomen, flancuri și tectricele subcodale.
Rectricele cozii brun-închise sau cenușiu-brunii, cu marginile laterale și vârfurile verzi-măslinii sau verzi-gălbui strălucitoare. Remigele aripilor, alula și tectricele primare brune, cu margini verzi-măslinii sau verzi-gălbui strălucitoare pe steagurile externe, dar remigele primare mediale sunt tivite îngust pe vârfuri cu alb. Bazele întunecate ale remigelor secundare de obicei formează o dungă întunecată contrastantă. Remigele terțiare sunt scurte și au părțile centrale întunecate și marginile laterale și vârfurile galben-deschise sau albicioase (alb-cenușii). Tectricele supraalare mijlocii și mari sunt brune, ambele cu vârfurile galbene sau galben-albicioase, formând o dungă alară transversală posterioară lată și vădită pe supraalare mari și o dungă alară transversală anterioară mai îngustă și mai puțin vădită pe supraalarele mijlocii. Tectricele supraalare mici au vârfurile verzi-măslinii strălucitoare. Tectricele subalare și axilare galben-deschise.
Ciocul scurt cu vârful destul de ascuțit este brun-negricios, cu marginea tăioasă și baza mică a mandibulei inferioare mai deschise, brun-deschise sau brun-gălbui, baza mandibulei inferioare poate fi galben-brunie sau portocaliu-deschisă sau, mai rar, predominant galben-brunie sau portocaliu-deschisă. Picioarele subțiri și labele sunt negricioase - brun-verzui închise, brun-cenușii până la cărniu-închise, mai rar cu o nuanță rozacee, tălpile sunt mai deschise, uneori gălbui. Irisul brun-închis sau negricios.

### Vârsta

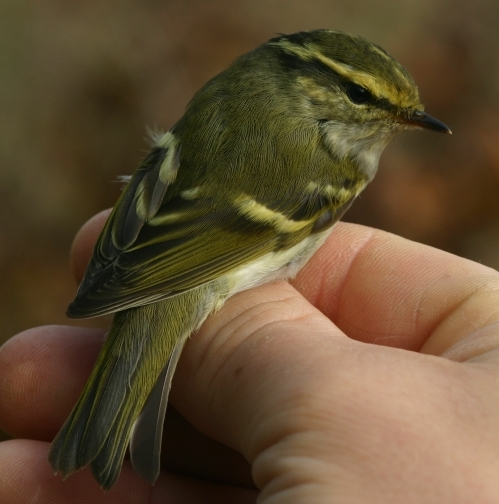
O pitulice cu târtiță galbenă inelată în Tömördi Madárvárta, Ungaria

Există diferențe mici legate de vârstă la păsările în prima iarnă. Determinarea vârstei primăvara bazată pe gradul diferit al uzurii penelor este probabil aplicabilă, dar nu a fost studiată. Variația sezonieră este neînsemnată. Toamna determinarea vârstei este adesea dificilă, existând numai diferențe mici.
- Adultul în penajul nupțial de primăvara este mai deschis și puțin mai cenușiu decât adultul în penajul postnupțial strălucitor de toamnă proaspăt năpârlit.[29]

- Adultul în penajul nupțial uzat (iunie-iulie) are coloritul este mai spălăcit. Părțile superioare devin mai cenușii sau cenușiu-verzui, mai puțin verzi strălucitoare. Mai puțin galben pe cap, târtiță și pe dungile de pe aripă. Pata galbenă de pe târtiță slab vizibilă. Sprânceana galbenă și dunga mediană de pe creștet pot deveni alb-murdare. Dungile de pe aripă sunt albicioase și parțial uzate, în special dunga anterioară care poate fi cu totul absentă. Părțile inferioare sunt albe sau cenușiu-albicioase, cu puțin sau fără galben. Rectricele cozii și remigele aripilor decolorate, brun-deschise, uzate și erodate.[5][9][7][29]

- Adultul în penajul postnupțial (toamna) proaspăt năpârlit se aseamănă cu adultul în penajul nupțial de primăvara, dar părțile superioare sunt mai verzi-strălucitoare. Marginile remigelor sunt de asemenea mai strălucitoare și mai lat tivite cu verde-măsliniu. Sprânceană, dunga mediană de pe creștet, dungile transversale de pe aripă și mai ales târtița sunt galben-strălucitoare. Părțile inferioare devin mai alb-curate.[5][9][7][29]

- Juvenilul se aseamănă cu adultul, dar are părțile superioare mai brunii, mai puțin verzi-măslinii strălucitoare. Lipsesc majoritatea culorilor galbene, în special pe partea anterioară a dungii mediane de pe creștet, pe sprânceană, pe dungile de pe aripă și pe târtiță, toate acestea fiind aproape albe sau alb-murdare, cu o nuanță galbenă foarte slabă numai pe unele. Dunga mediană de pe creștet este slab conturată. Părțile inferioare sunt alb-cenușii.[5][9][7]

- Imaturul în prima iarnă are remigele, tectricele primare, alte câteva tectrice alare și de obicei majoritatea rectricelor cozii păstrate de la juvenil, dar diferențele de vârstă între penele păsărilor în prima iarnă rămase de la juvenil și ale penelor proaspete ale adultului  sunt neglijabile și ele o înfățișare asemănătoare cu pasărea adultă. Păsările imature prezintă primul semn de eroziune pe vârfurile remigelor primare și rectricelor cozii, acestea din urmă fiind adesea subtil uzate la vârfuri, având în medie mai puțin luciu și marginile mai puțin contrastante decât la adult.[5][9][7]

- Imaturul în prima vară are adesea vârfurile remigelor primare și rectricelor cozii foarte erodate, destul de brunii și cu un luciu redus.[7]

### Date biometrice
Lungimea totală 9-9,5 cm. Lungimea aripii ♂ 51,5-57 mm (în medie 53,9), ♀ 47,5-53 mm (în medie 49,5). Lungimea cozii ♂ 38-42 mm (în medie 40,6), ♀ 35-41,5 mm (în medie 36,4). Lungimea cozii/Lungimea aripii în medie 75,4%. Lungimea ciocului 9,6-11,2 mm (în medie 10,3). Înălțimea ciocului 2,0-2,8 mm (în medie 2,4). Lățimea ciocului 2,2-3,3 mm (în medie 2,8). Lungimea tarsului 15,0-17,5 mm (în medie 16,3).
Formula alară: Prima remige primară depășește vârful tectricelor primare cu 5-8 mm și este mai mică decât a 2-a remige primară cu 16,5-21 mm. A 2-a remige primară este mai mică decât vârful aripii cu 6-8,5 mm, egală cu a 8-a sau a 8-a/9-a (în 78%), egală cu a 7-a sau a 7-a/8-a (în 13%) sau egală cu a 9-a sau cu a 9-a/10-a (în 10%). Remigele primare 3-5 sunt aproximativ egale și cele mai lungi și formează vârful aripii. A 6-a remige primară este mai mică decât vârful aripii cu 0,5-1,5 mm. A 7-a remige primară este mai mică decât vârful aripii cu 3-5 mm. A 8-a remige primară este mai mică decât vârful aripii cu 5-7,5 mm. A 10-a remige primară este mai mică decât vârful aripii cu 8-10,5 mm. Prima remige secundară este mai mică decât vârful aripii cu 9-12 mm. Pe steagul extern al remigelor primare 3-6 există emarginații (scobituri).
Dementiev dă următoarele date: Prima remige primară depășește vârful tectricelor primare cu 6,5-9 mm. A 2-a remige primară în majoritatea cazurilor între a 7-a și a 8-a, mai rar între a 8-a și a 9-a, și foarte rar și numai la femelă între a 9-a și a 10-a, dar poate fi egală cu a 8-a sau a 9-a. remige primară. A 3-a remige primară mai lungă decât a 6-a. Pe steagul extern al remigelor primare 3, 4, 5 și 6 există emarginații. Anvergura aripilor la masculi (2 indivizi) 167 și 167 mm. Lungimea corpului la masculi (2 indivizi) 105 și 111 mm. Lungimea aripii la masculi (9 indivizi) 51,2- 56,4 mm, în medie 53,6, la femele (2 indivizi) 47 și 49,3 mm. Lungimea cozii la masculi 37-43 mm, la femele 35-38 mm. Lungimea tarsului 16-17 mm. Lungimea ciocului 10-11 mm.

## Specii asemănătoare
În Europa este necesar în primul rând de distins pitulicea cu târtiță galbenă de pitulicea cu sprânceană galbenă (Phylloscopus inornatus) și pitulicea de Himalaia (Phylloscopus humei) care sunt îndeaproape înrudite și nu au o dungă mediană pe creștet (însă la unele există o urmă a unei dungi palide pe creștet), de aceea creștetul uniform colorat este concolor cu mantaua. Ele nu au o pată galbenă pe târtiță, părțile superioare sunt mai puțin verzi-strălucitoare și mai mult măslinii-spălăcite și sunt puțin mai mari decât pitulicea cu târtiță galbenă care are o siluetă mai subțiată. Deoarece pata galbenă de pe târtiță nu este întotdeauna ușor de văzut, se va cerceta și dungă mediană distinctă de pe creștet (pitulicea cu sprânceană galbenă poate avea o urmă a unei dungi mediane mai palide pe porțiunea posterioară a creștetului, însă ea nu este niciodată distinctă și nu se întinde peste tot creștetul). Cele mai multe pitulici cu târtița galbenă au partea anterioară a sprâncenei de culoare vie galbenă (cel mult galben-deschisă la pitulicea cu sprânceană galbenă, mai des albicioasă) și bazele remigelor secundare late întunecate (mai înguste și mai difuze la pitulicea cu sprânceană galbenă). De asemenea, ciocul este mai scurt și mai întunecat decât la pitulicea cu sprânceană galbenă.
În Asia pitulicea cu târtiță galbenă trebuie de deosebit de câteva specii înrudite, separate recent din pitulicea cu târtiță galbenă, mai ales pe baza diferențelor vocale clare (dar diferențele sunt destul de mici după penaj). Pitulicea cu târtiță galbenă diferă de pitulicea cu târtița galbenă himalaiană (Phylloscopus chloronotus) și pitulicea de Gansu (Phylloscopus kansuensis) mai ales prin aceea că are sprânceana și dunga mediană de pe creștet mai gălbuie, adesea sunt mai gălbui și regiunea auriculară, gâtlejul și dungile de pe aripă și în comparație cu specia din urmă are (în general) mandibula inferioară și picioarele mai închise la culoare.

## Năpârlirea
Pasărea adultă năpârlește de două ori pe an. Năpârlirea postnupțială completă a adultului are loc în locurile de cuibărit sau în apropierea lor în timpul verii, de la sfârșitul lui iulie până în septembrie. În Primorie și ținutul Krasnoiarsk la sfârșitul lunii iulie-începutul lui august la adulți încep să se schimbe remigele primare, tectricele supraalare mari și penele mici de contur. La începutul lui septembrie se pot observa adulți în penajul proaspăt de toamnă, dar remigele aripilor și rectricele cozii nu sunt încă complet dezvoltate.
Năpârlirea prenupțială parțială a adultului și a imaturului are loc cartierele de iernare în martie-aprilie și atinge adesea tectricele mici ale corpului, unele tectrice alare și ocazional unele remige terțiare, uneori și rectricele centrale ale cozii.
Juvenilii suferă vara, în acelaș timp cu adulții (de la sfârșitul lui iulie până în septembrie), o năpârlire parțială a penelor mici ale corpului, care nu atinge remigele aripilor sau tectricele primare.

## Vocea
Pitulicea cu târtiță galbenă este mai puțin vocală, comparativ cu pitulice cu sprânceană galbenă (Phylloscopus inornatus). Cântecul pitulicii cu târtiță galbenă este asemănător oarecum cu cântecul la fel de tare al canarului (Serinus canaria), ea fiind numită "canarul de taiga", dar foarte diferit de cântecele altor specii apropiate de pitulici. Pitulicea cu târtiță galbenă este cel mai bun cântăreț din taiga, începe să cânte în timpul migrației de primăvară și cântă din prima zi a sosirii în locurile de cuibărit până la începutul lui august, când continuă să hrănească puii și încetează să cânte numai în toiul năpârlirii.  În timpul verii, cântă toată ziua cu pauze scurte, stând nemișcat în cea mai mare parte a timpului pe un loc înalt, expus, de multe ori pe vârful unui conifer înalt sau de pe o creangă ascunsă în coroana unui copac înalt. Cântecul este rareori auzit în Europa, unde apare accidental. Ca și la ochiuboului (Troglodytes troglodytes) din Europa, cântecul este destul de puternic, răsunător și prelungit și poate fi auzit de la sute de metri și este uimitor pentru o pasăre atât de mică. Cântecul poate continua fără pauză timp de câteva minute, un cântec destul de lung alternează cu pauze la fiecare 10 minute.
Cântecul constă din diferite fluierături și triluri clare, pure, puternice, neconsecvente, care se repetă succesiv de patru sau cinci ori. Strofele sunt alcătuite destul de asemănător cu cele din cântecul ochiuboului (Troglodytes troglodytes), cu o serie de note repetate rapid, unele fluierătoare și clare, altele triluite, tonul variind întrucâtva între seriile de note. Cântecul poate fi redat prin "tsii iu-iu-iu-tsrii, uriicia-uriicia-uriicia siiuu-siiuu-siiuu tsitt, ciu-ciu-ciu-ciu-tsii" sau "ciu-ciu-cii-cii-cii, titiu-titiu-titiu, cii-cii, tirrit-tirrit" etc, asemănător cu fluieratul "tu-tu" al unei locomotive din jocul copiilor de-a trenul. El este intercalat cu triluri și zornăituri vibrante. Unele păsări inserează note scurte, ascuțite, "zec, zec...", între cântece sau chiar în cântec între fraze. Semnificația lor este necunoscută, iar aceeași pasăre le poate insera sau le poate omite. Cântecul poate fi asemănător și cu cântecul fâsei cu spate măsliniu (Anthus hodgsoni) care are același habitat, dar este mai puternic și mai variat.
Strigătul de contact obișnuit este un "tuuiit" (sau "ciuii") discret, domol, ușor ascendent, asemănător cu cel al pitulicii mici (Phylloscopus collybita) sau cu cel al aușelului (Regulus), dar nu atât de puternic, și este oarecum pițigăiat și nazal. Varianta sa mai scurtă "tuiit" poate fi monosilabică sau un "pih"  mai fin și neascendent După unii autori strigătul de contact include un "dju-ii" sau "duii" destul de slab, domol, ușor nazal, și un "uiisp, suii" sau "tuiit" domol, mai puțin ascuțit decât strigătul monosilabic al pitulicii cu sprânceană galbenă (Phylloscopus inornatus). Strigătul de contact este rar auzit; multe pitulici cu târtița galbenă care hoinăresc prin Europa sunt foarte tăcute, altele scot strigăte de contact, dar destul de rar și discret.

## Habitatul
Cuibărește în pădurile de conifere înalte din taiga (inclusiv în cele montane) cu subarboret des, inclusiv în cele de brad (Abies), molid (Picea), pin (Pinus) și zadă (Larix), sau în pădurile mixte cu un procent ridicat de conifere, mai ales în pădurile mixte de conifere și mesteacăn sau în pădurile mixte de brad sau pin de diferite vârste și stejar brun (Quercus semecarpifolia) și smirdar (Rhododendron).
Specia este prezentă la altitudini de până la 1500-1700 m în sudul Rusiei (în munții Saian și Tannu-Ola). În munții Saian, ajunge până la limita superioară a taigalei, pătrunde și în pădurile rare cu pajiști acoperite cu tufișuri, precum și în pădurile cu arbori strâmbi și în tundra montană. În Sihote Alin ajunge până la 700-1100 m în zona jneapănului, în Transbaikalia și în Munții Saian până în zona subalpină.
În pasaj, este adesea întâlnită în văile râurilor, mai ales în cele de pădure, precum și în sălcinișurile de pe malurile râurilor și pâraielor.
În afara sezonului de cuibărit în cartierele de iernă este întâlnită în păduri de conifere, mixte și de foioase și în tufișurile de pe pantele dealurilor.

## Comportamentul
Poate fi întâlnită singură sau în perechi în sezonul de cuibărit, dar în afara sezonului de reproducere este adesea văzută în cârduri mici cu alte grupuri de paseriforme mici care hoinăresc în căutarea hranei.  Indivizii hoinari ai pitulicii cu târtiță galbenă se alătură adesea aușeilor cu cap galben (Regulus regulus) la fel de mici, dar frecvent ei se văd clar de la distanță în cârdurile mixte datorită mișcărilor lor mult mai active și mai rapide atunci când se hrănesc.
Nu este prea sperioasă și adesea lasă omul să se apropie la o distanță mică. Este o pasăre arboricolă, petrecând mult timp în coronamentul copacilor unde își procură hrana, dar poate să coboare în tufărișurile joase, mai ales în timpul iernii. Deoarece trăiește în coronamentul copacilor este greu de văzut.
Are o alură orizontală. Este o pasăre vioaie în continuă mișcare, nu stă locului nici o clipă când își caută hrana. Se mișcă rapid și destul de energic, este foarte excitabilă, adesea fâlfâie din aripi și își flutură coada. Sare sucindu-se dintr-o parte în alta prin frunziș. Se poate agăța cu capul în jos asemenea unui pițigoi albastru (Cyanistes caeruleus) mic. Obișnuit are obiceiul de a fâlfâi din aripi, la fel ca aușelul cu cap galben, pe parte exterioară a copacilor sau a tufărișurilor înalte în căutarea hranei.  Zboară ușor dintr-un loc într-altul asemenea aușelului cu cap galben. Adesea planează la marginea exterioară a frunzișului sau la vârfurile ramurilor pentru a prinde insectele de pe frunze.
Este o specie teritorială; teritoriul ocupat de o pereche în centrul Siberiei este de 3-5 ha, uneori până la 10 ha.

## Hrana
Se hrănește cu insecte adulte, ouăle, larvele și pupele lor, în special cu muște (Diptera), afide (Aphidoidea) și fluturi mici (Lepidoptera), dar și cu păianjeni (Araneae).
În 14 stomacuri de păsări adulte prinse în mai - septembrie în diferite părți ale insulei Sahalin, au fost găsite rămășițe de păianjeni - 3 ex.  (la 14,2% din păsările examinate), afroforide (Aphrophora sp.) - 3 ex.  (14,2%), gândaci - 7 ex.  (50%), inclusiv gărgărițe mici (Curculionidae), muști sirfide (Syrphidae) și alte muști (nedeterminate) - 4 ex., diptere - 5 ex., viespi sfredelitoare mici (Tenthredinidae) – 5 ex.  (21,4%), omizi de fluturi - 16 ex. (35,7%) și adulți de fluturi - 2 ex.
În insula Sahalin în 30 de porții de alimente extrase din esofagele puilor de 7-8 zile (14 iulie 1974, valea râului Kuznetsovka), au fost găsite moluște gastropode (Discus ruderatus, Vertigo sp., Pristiloma arcticum) - 11 ex. (la 26,6% din păsările examinate), rămășițe de păianjeni - 15 ex. (33,3%), larve de afroforide (Aphrophoridae) - 44 ex. (33,3%), diptere mici - 35 ex. (36,6%), muște (Muscidae) - 10 ex. (26,6%), tricoptere (Limnophilus sp.) - 6 ex. (20%), omizi de fluturi: buhe (Noctuidae) - 5 ex. (16,6%), cotari (Geometridae) - 7 ex. (13,3%), notodontide (Notodontidae) - 1 ex. și altele (nedeterminate) - 5 ex.  (6,6%); plecoptere (Nemoura sp.), ihneumonide (Ichneumonidae), adulți de afroforide, neuroptere, larve de gândaci, adulți de fluturi și larve de viespi sfredelitoare (Tenthredinidae) - câte un exemplar (3,3%).
Își caută hrana singur sau în perechi; în afara sezonului de cuibărit, adesea în stoluri mixte cu alte specii. Hrana o procură atât în coronamentul copacilor înalți cât și în tufișuri. Adesea planează la marginea exterioară a frunzișului pentru a prinde insectele de pe frunze; insectele sunt adesea prinse și după un zbor scurt.

## Reproducerea
Sezonul de reproducere are loc mai ales iunie-iulie, cuiburi cu ouă au fost găsite de la mijlocul lui iunie până la sfârșitul lui iulie.
Sosește în Siberia la sfârșitul lui mai - începutul lui iunie. Imediat după sosire masculul ocupă locul de cuibărit și începe să cânte. În Sahalin împerecherea are loc în a doua jumătate a lunii iunie. Ponta în Transbaikalia este depusă la sfârșitul lunii iunie.
Cuibul este construit de femelă, el are o formă alungită vertical sau rotunjită (sferică), cu intrare laterală, uneori lângă marginea superioară a cuibului. Cuibul este fixat pe ramuri astfel încât intrarea în el este îndreptată spre tulpină. Cuibul este făcut din iarbă uscată de graminee, rămurele uscate, fâșii de coajă, alte fibre vegetale lungi, mușchi verzi, frunze de copaci și lichen, iar deasupra este făcut un acoperiș înclinat către trunchi. În interior cuibul este căptușit întotdeauna cu pene de la diferite păsări, precum și cu lână, păr de animale, coajă de mesteacăn, iarbă fină etc. Pe lângă cuibul propriu zis, sunt construite și diverse anexe din iarbă și mușchi care maschează cuibul în tufiș sau copac. Cuibul este amplasat pe ramuri obișnuit până la cel puțin 10 m deasupra pământului în arbori de conifere, aproape de tulpină, uneori mai jos până la 0,5 m deasupra pământului într-un tufiș. În Transbaikalia cuibul este amplasat în pini neînalți sau pe crengile cedrilor bătrâni acoperiți cu mușchi lângă trunchiul lor, la 3-4 m deasupra solului. Uneori sunt construite cuiburi duble.
Depune o singură pontă într-un sezon de reproducere, în partea de sud a arealului posibil două. Ponta constă din 4-6 ouă albe acoperite cu numeroase pete mici și puncte violet-cenușiu sau brun-închise, cafenii, roșu-brunii, dispersate la capătul ascuțit al oului și concentrate sub formă de cunună la capătul său rotund. Dimensiunile ouălor sunt de 14-17 × 11-13 mm. Incubația este asigurată numai de către femelă și durează 12-13 zile, începând cu primul - al patrulea ou depus.
Puii sunt acoperiți cu puf rar cenușiu-închis pe cap, cavitatea gurii este galbenă, umflătura marginală a ciocului este de asemenea galbenă. Puii sunt hrăniți de ambii părinți, în principal de către femelă, ei părăsesc cuibul la 12-15 zile de la eclozare; și sunt hrăniți în continuare de ambii părinți până la o săptămână după ce au părăsit cuibul.

## Deplasări sezoniere
Pitulicea cu târtiță galbenă este o pasăre migratoare. Toamna părăsește părțile de nord ale arealului de cuibărit de la sfârșitul lui august până în septembrie și majoritatea pleacă până la sfârșitul lui septembrie. În părțile sudice ale arealului, vârful migrației are loc la sfârșitul lui septembrie și începutul lui octombrie, și majoritatea pleacă până la sfârșitul lui octombrie.
Iernează în sudul Chinei, mai ales la sud de fluviul Yangtze, și în nordul Tailandei, nordul Laosului și nordul Vietnamului. Ajunge în Hong Kong mai ales pe la mijlocul lunii noiembrie.
Primăvara, ultimele păsări părăsesc Hong Kongul la mijlocul lui aprilie. Trece în pasaj prin nord-estul Chinei (provincia Hebei) de la începutul lui aprilie până la sfârșitul lui mai, cu perioada de vârf în a doua jumătate a lui aprilie - începutul lui mai. Sosește în părțile de sud ale arealului de cuibărit de la mijlocul lui aprilie, mai adesea de la sfârșitul lui aprilie până la jumătatea lui mai, iar în părțile de nord în principal de la începutul lui iunie până la jumătatea lui iunie.
Hoinărește regulat spre vest până în Europa toamna (în principal în octombrie - noiembrie), rareori primăvara în Austria, Belgia, Bulgaria, Cehia, Danemarca, Estonia, Insulele Feroe, Finlanda, Franța, Germania, Irlanda, Italia, Letonia, Luxemburg, Malta, Marea Britanie, Olanda, Norvegia, Polonia, Portugalia, România, Spania, Suedia, Ucraina, Ungaria. Apariții accidentale au fost înregistrate și în Maroc, Tunisia, Israel, Turcia, Iran, Kazahstan, Uzbekistan, Tadjikistan, Bangladeș, Japonia, Taivan și SUA (Alaska).
Pentru a ajunge în cartierele de iarnă situate în sud-estul Asiei pitulicea cu târtiță galbenă parcurge 3000 - 4000 km liniari. Dar pentru a ajunge în Europa ea trebuie să parcurgă 6000 – 8000 km. Două ipoteze principale încearcă să explice aceste apariții accidentale în Europa: dezorientarea sau încălzirea globală. 
Numărul de exemplare de pitulice cu târtiță galbenă și pitulice cu sprânceană galbenă observate în Europa până în 2003.
| Țara           | Pitulice cu târtiță galbenă (Phylloscopus proregulus) | Pitulice cu sprâncenă galbenă (Phylloscopus inornatus) |
| -------------- | ----------------------------------------------------- | ------------------------------------------------------ |
| Suedia         | 1.175                                                 | 911                                                    |
| Danemarca      | 283                                                   | 422                                                    |
| Marea Britanie | 1.783                                                 | 9.093                                                  |
| Irlanda        | 27                                                    | circa 700                                              |
| Franța         | 65                                                    | 829                                                    |
| Spania         | 5                                                     | 42                                                     |
| Portugalia     | 2                                                     | 10                                                     |
| Gibraltar      | 1                                                     | 3                                                      |

## Statutul și conservarea
Specia nu este amenințată cu dispariția la nivel global (LC după criteriile IUCN).
Pitulicea cu târtiță galbenă este comună în locurile de cuibărit, iar în unele locuri numeroasă. Este comună și larg răspândită în Rusia (sud-centrul și sud-estul Siberiei) și nord-estul Chinei. Densitățile estimate în teritoriile de reproducere sunt până la 58 de păsări/km² în centrul Siberiei și 35-50 perechi/km² în sud-estul Rusiei (Primorie).
În cartierele de iernat numărul păsărilor variază de la rare până la comune în Hong Kong, și destul de rare în nordul Tailandei; este rară, dar în unele locuri comună, în nordul Indochinei.